# Mariedamms herrgård

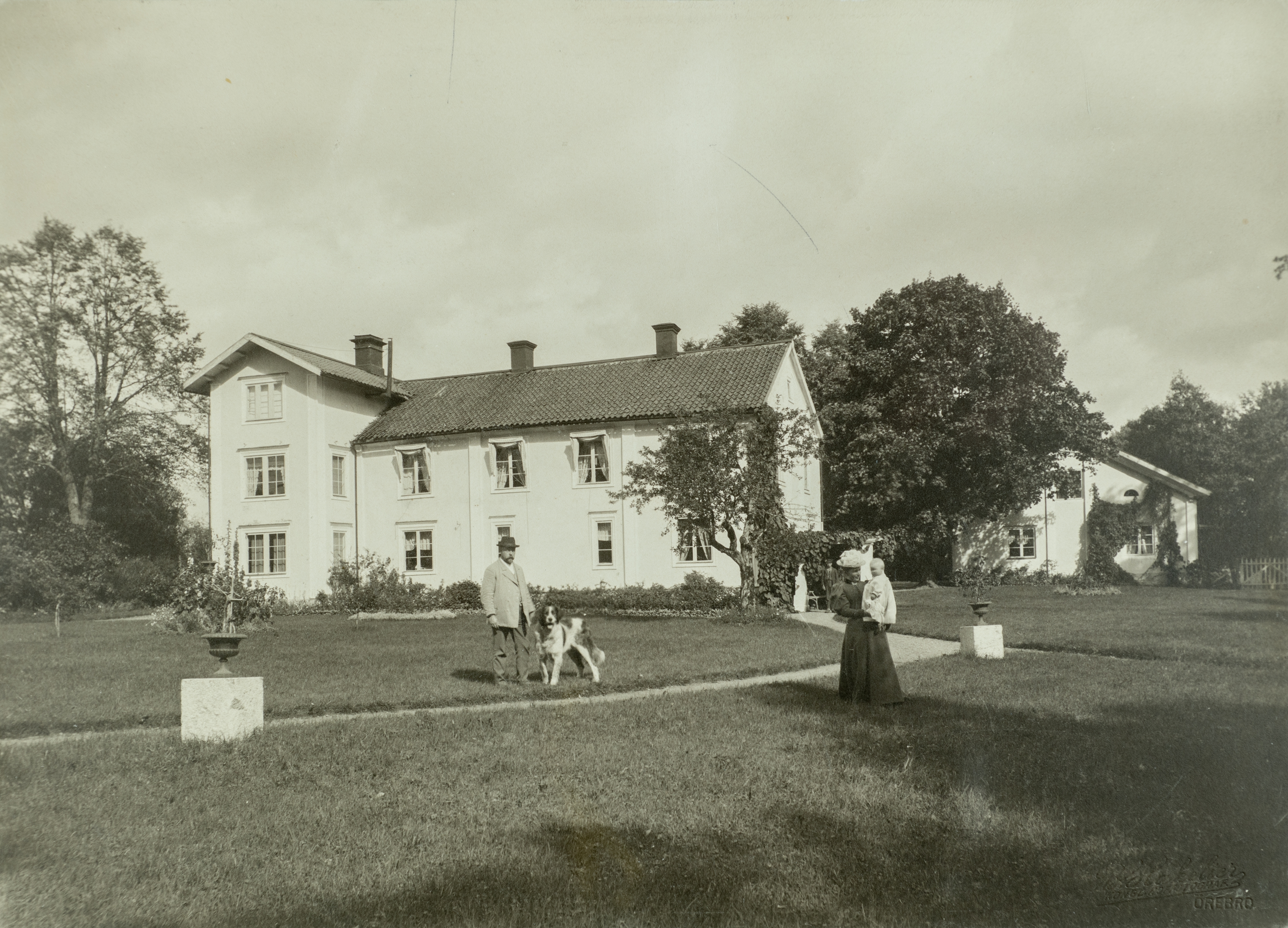
Mariedamms herrgård som revs 1946.

Mariedamms herrgård var en herrgårdsbyggnad, belägen vid norra ändan av Skeppsjön i Lerbäcks socken. Den större huvudbyggnaden som uppfördes 1807 revs 1946; samtidigt revs även de äldre ekonomibyggnaderna. En mindre manbyggnad från Jean De Geer den yngres tid finns dock kvar.  

## Byggnaderna
Runt herrgården fanns en större park och trädgård samt ett flertal ekonomibyggnader; dessutom fyra arbetarbostäder med nio lägenheter. Förutom huvudgården omfattade godset utgården Ortele samt 18 arrendegårdar och ett 20-tal torp i Lerbäcks och Godegårds socknar. Efter att Trehörnings masugn blåstes ned för sista gången 1889 och kättingfabriken upphörde 1919 drevs egendomen som ett renodlat jordbruk med skogsbruksverksamhet i Skyllbergs bruks regi.

## Historia
Den från Holland inflyttade industri- och finansmannen Louis De Geer erhöll på 1640-talet Dammen, som Mariedamm då kallades, jämte en mängd andra hemman i Lerbäcks socken samt Godegårds bruksegendom i Östergötland, med vilken Mariedamm sedan var förenat till mitten av 1800-talet. Dammens masugn anlades omkring 1650. Vid Louis De Geers död 1652 ärvdes gården av sonen Jean De Geer den äldre, som anlade Trehörnings masugn på 1680-talet. Vid dennes bortgång 1696 övertog hans änka Sara Catharina Hovius skötseln av godset men sålde det 1704 till äldste sonen Jean De Geer den yngre. Denne lät uppföra en manbyggnad och bosatte sig på godset, som han gav namnet Mariedamm efter sin första och andra maka, som båda hette Maria. 
Efter Jean De Geer den yngres död 1740 övertog äldste sonen Johan Carl De Geer gården, som han innehade till sin död 1750. Hans söner, major Carl Gustaf De Geer (1740–1811) och kapten Alexander De Geer (1744–1814), kunde till följd, av ekonomiska svårigheter icke behålla egendomen utan sålde den 1775 till direktören i Ostindiska kompaniet Johan Abraham Grill (1736–1792). Vid dennes död 1792 övertog änkan Ulrica Lovisa Lüning gården, som vid hennes bortgång 1824 övergick till sonen, protokollssekreteraren Fredrik Wilhelm Grill (1784–1861). Dennes son, direktören vid järnkontorets metallurgiska stat Andreas Grill (1827–1889), ärvde godset vid faderns död 1861 men måste på grund av ekonomiska svårigheter 1888 sälja det till bröderna Ivan och Gustaf Svensson den äldre. Året därpå införlivades egendomen med Skyllbergs bruk, varvid en ny epok i godsets historia inleddes. Bland annat anlades 1889 en kättingfabrik, som drevs till 1919, och på 1890-talet en torvströfabrik. De sedan 1600-talet vid Mariedamm drivna masugnarna är numera nedlagda. Dammens masugn raserades i samband med byggandet av järnvägen Motala–Hallsberg 1873. Trehörnings masugn blåstes ned för sista gången 1889. Den restaurerades emellertid 1932 av Lerbäcks hembygdsförening.

## Ägare och direktörer
- 1632–1750  Släkten De Geer
- 1632–1652: Louis De Geer
- 1652–1704: Jean De Geer d.ä. och Sara De Geer, född Hovius
- 1704–1740: Jean De Geer d.y.
- 1740–1764: Johan Carl De Geer och Altea Maria De Geer, född de Beche
- 1764–1775: släktkonsortium samt Carl Gustaf och Alexander De Geer
- 1775–1888  Släkten Grill
- 1775–1814: Johan Abraham och Ulrika Grill
- 1814–1861: Fredrik Wilhelm Grill
- 1861–1886: Andreas Gustaf Grill
- 1888–1966: Skyllbergs bruk

Verkställande direktör och disponenter 
- 1888–1894 A.W. Molin
- 1894–1918 Ivan Svensson d.ä
- 1918–1928 Gustaf Svensson d.ä. (ej disponent)
- 1928–1978 Ivan Svensson d.y.
- 1966–1972 Hasselfors Bruks AB
- 1972–2022 familjen Samuelsson
- 2022 - 2023 Roger Akelius
- 2023 -     Kristian Molander Söderholm, Sanna Holster